# Limbach Flugmotoren
Die Limbach Flugmotoren GmbH mit Sitz im Königswinterer Stadtteil Eudenbach ist ein deutscher Flugmotorenhersteller. Seit dem 1. Januar 2012 ist Shuide Chen Geschäftsführer.

## Geschichte
Seit den 1970er-Jahren produziert das Unternehmen Kolbenmotoren für Luftfahrzeuge. Im August 2012 waren nach Herstellerangaben etwa 6000 Limbach-Flugtriebwerke in Betrieb. Die meisten der aktuellen Triebwerke sind nach der Zertifizierungsvorschrift JAR-22 für den Einsatz in Motorseglern und JAR-VLA zugelassen. Limbach-Motoren kommen auch in einer Anzahl von Ultraleichtflugzeugen zum Einsatz. Für unbemannte Flugzeuge (Drohnen) liefert Limbach Zwei- und Vierzylinder-Zweitaktmotoren. 
Die Motorenpalette umfasst den Leistungsbereich zwischen 15 kW und 118 kW. Alle Motoren sind Boxermotoren, die Viertaktmotoren basierten auf dem Motor des VW Käfer. Allerdings wurden im Laufe der Entwicklungsgeschichte immer mehr Teile speziell für Limbach hergestellt, sodass die Ähnlichkeit zu VW-Motoren nur noch äußerlich gegeben ist. Die leistungsstärksten Varianten werden an den thermisch besonders belasteten Zylinderköpfen mit Wasser gekühlt, dies bietet eine gleichmäßigere Wärmeabfuhr und zusätzliche Lärmdämmung.
Peter Limbach, damals noch Geschäftsführer der Limbach Flugmotoren GmbH & Co. KG, teilte am 25. August 2011 in einem Schreiben seinen Kunden die Betriebsaufgabe mit. 
Bis zum 1. Januar 2012 übernahm der Deutsch-Chinese Shuide Chen alle Unternehmensanteile und die Geschäftsführung.
Im April 2023 veröffentlichte Conflict Armament Research, ein im Vereinigten Königreich ansässiges Forschungsunternehmen, einen Bericht über die Art von Motoren, die in iranischen Drohnen vom Typ HESA Shahed 136 verbaut sind, die von der russischen Armee im Ukrainekonflikt eingesetzt wurden. Es wird darin behauptet, dass diese vom iranischen Hersteller Oje Parvaz Mado Nafar (kurz: Mado) stammen, und Nachbauten des Modells L-550 von Limbach Flugmotoren handelt, die 2006 illegal von Deutschland nach Iran exportiert wurden.
Im Juli 2023 gab Limbach Flugmotoren bekannt, aus wirtschaftlichen Gründen die Zulassung als Herstellbetrieb nach EASA Part 21G sowie als Instandhaltungsbetrieb nach EASA Part 145 aufzugeben. Somit darf Limbach keine Zertifizierungen nach EASA Form 1 mehr vornehmen. Dies bedeutet, dass die Lieferung von Motoren und Ersatzteilen sowie die Instandsetzung defekter Motoren für zertifizierte Flugzeuge wie Motorsegler seitens Limbach nicht mehr zulässig ist. Für Flugzeuge, die mit einem Flugmotor von Limbach in Europa unterwegs sind, bedeutet dies der alternativlose Entfall von Möglichkeiten zur Beschaffung von neuen Motoren und Ersatzteilen, was für viele dieser Flugzeuge de facto das Ende ihrer Zulassung bedeutet.
Im September 2024 berichtete Reuters, die zum Zeitpunkt neue russische Drohne Garpija-A1 werde durch Limbach-eigene Motoren vom Typ L-550E angetrieben. Diese würden durch das Unternehmen Xiamen Limbach in China produziert, das inzwischen auch Besitzer von Limbach Flugmotoren ist.